# Rajongemeinde Plungė
Rajongemeinde Plungė (lit. Plungės rajono savivaldybė) ist eine Rajongemeinde mit 36.524 Einwohnern im Nordwesten Litauens, im Bezirk Telšiai. Das Zentrum ist Plungė.
Durch Rajon fließt die Minija mit Sausdravas, Babrungas. Es gibt Nationalpark Žemaitija.

## Gliederung
In der Gemeinde gibt es eine Stadt (Plungė), 4 Städtchen (Alsėdžiai, Kuliai, Plateliai und Žemaičių Kalvarija) sowie 206 Dörfer.
Sie ist eingeteilt in elf Amtsbezirke (seniūnijos):
| - Alsėdžiai - Babrungas - Kuliai - Varkaliai - Grumbliai - Plateliai | - Stadt Plungė - Stalgėnai - Šateikiai - Žemaičių Kalvarija - Žlibinai |

## Einwohner

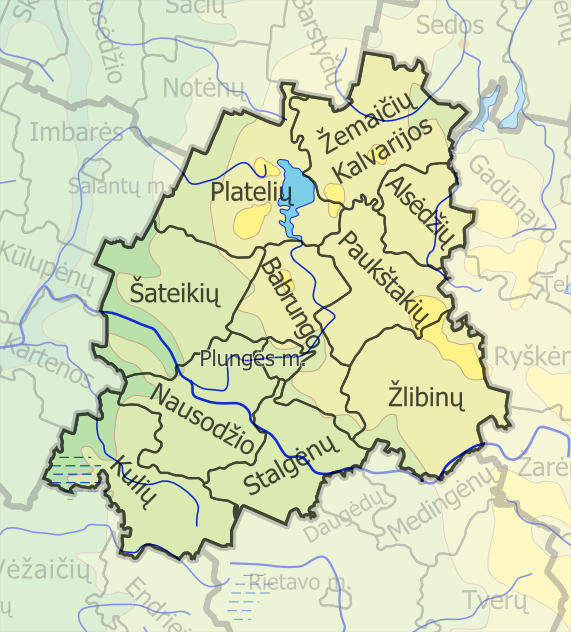
Amtsbezirke der Rajongemeinde Plungė

1989 lebten 54.103 und 2001 etwa 44.170 Einwohner. 2008 lebten über 40.000 Einwohner.
Die Einwohnerschaft verteilt sich wie folgt:
- Plungė – 23.646
- Varkaliai – 1.234
- Plateliai – 1.021
- Alsėdžiai – 956
- Žemaičių Kalvarija – 798
- Kuliai – 704
- Šateikiai – 676
- Prūsaliai – 640
- Babrungas – 616
- Stalgėnai – 465

### Religionen
Katholiken sind 87,1 %, Orthodoxe Christen – 0,4 % Evangelische Lutheraner – 0,2 %; andere – 0,8 % und Ungläubige (keine Angaben) – 9,1 %.

### Nationalitäten
2011: Litauer – 98,54 % (37.594); Russen – 0,51 % (195); Ukrainer – 0,11 % (42); Weißrussen – 0,07 % (25); Pole – 0,05 % (20); Andere – 0,72 % (275).
2001: Litauer – 98,77 % (43.631); Russen – 0,63 % (277); Ukrainer – 0,18 % (81); Weißrussen – 0,06 % (27); Polen – 0,05 % (21); Andere – 0,3 % (133).

## Wirtschaft
Im Unternehmen UAB Plungės kooperatinė prekyba, einem Tochterunternehmen der litauischen Unternehmensgruppe UAB Vičiūnų grupė, gibt es 1.070 Mitarbeiter (2018). Es ist der größte Hersteller von Fischprodukten im Baltikum. Andere Unternehmen sund UAB „Vičiūnai ir partneriai“, UAB „Baltic food partners“ und UAB „Plungės duona“ (Backwaren-Herstellung).

## Bürgermeister
- 1995: Antanas Lapukas
- 1997: Aleksandras Lukas
- 2000: Vytautas Jonutis (* 1953)
- 2003: Vigantas Danilavičius (* 1963)
- 2004: Algirdas Pečiulis
- 2007: Elvyra Valerija Lapukienė (1942–2018)
- 2011: Albinas Klimas (* 1952)
- seit 2014: Audrius Klišonis (* 1964)

## Ehrenbürger
- Vitalius Vladas Andriušaitis (1927–2006),  Schachtrainer
- Juozas Domarkas (* 1936), Dirigent und Professor
- Bronislovas Lubys (1938–2011), Unternehmer, Gründer des Konzerns "Achema", Ministerpräsident, Mäzen
- Petras Vyšniauskas (* 1957), Multiinstrumentalist

## Literatur

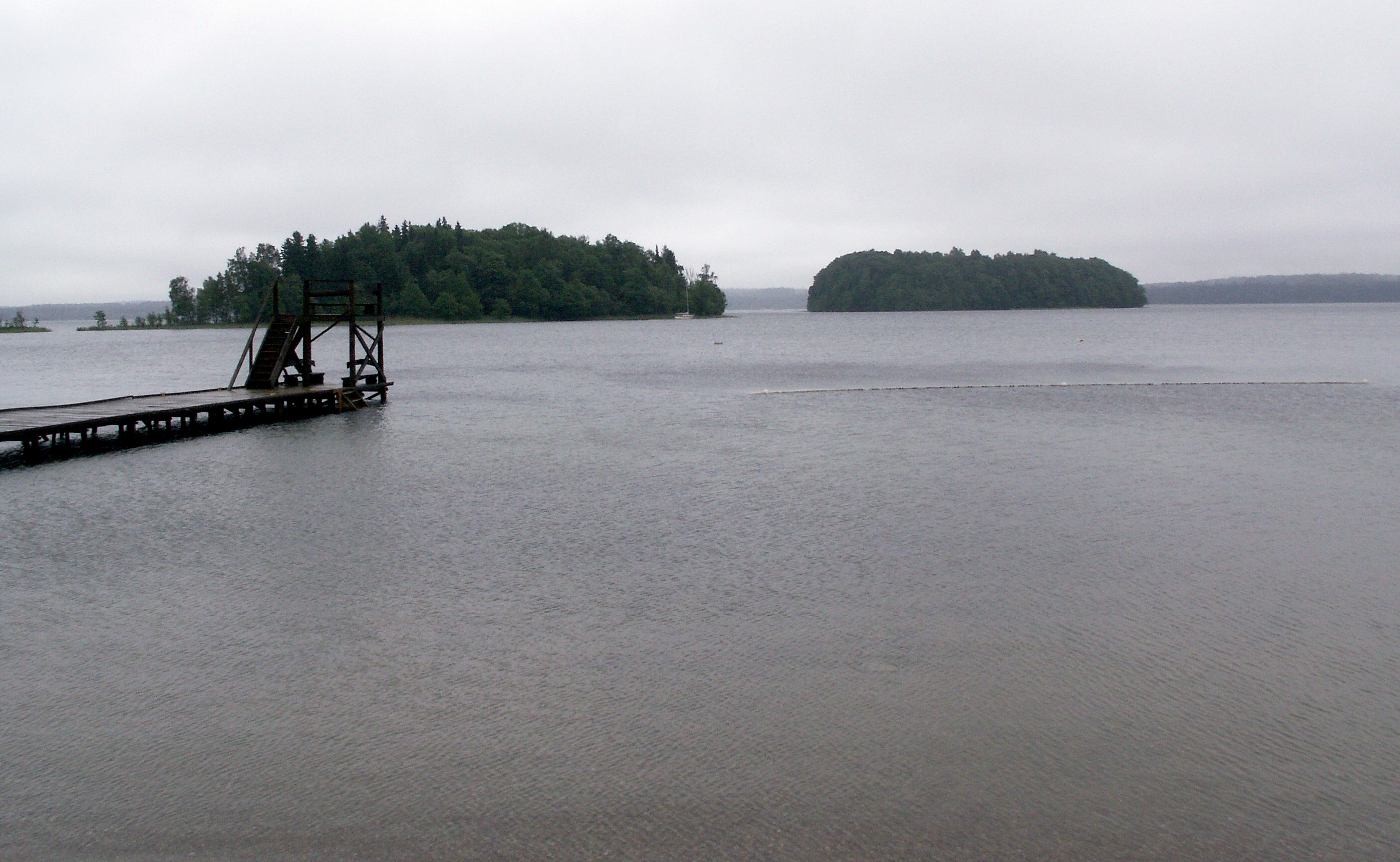
Platelių-See

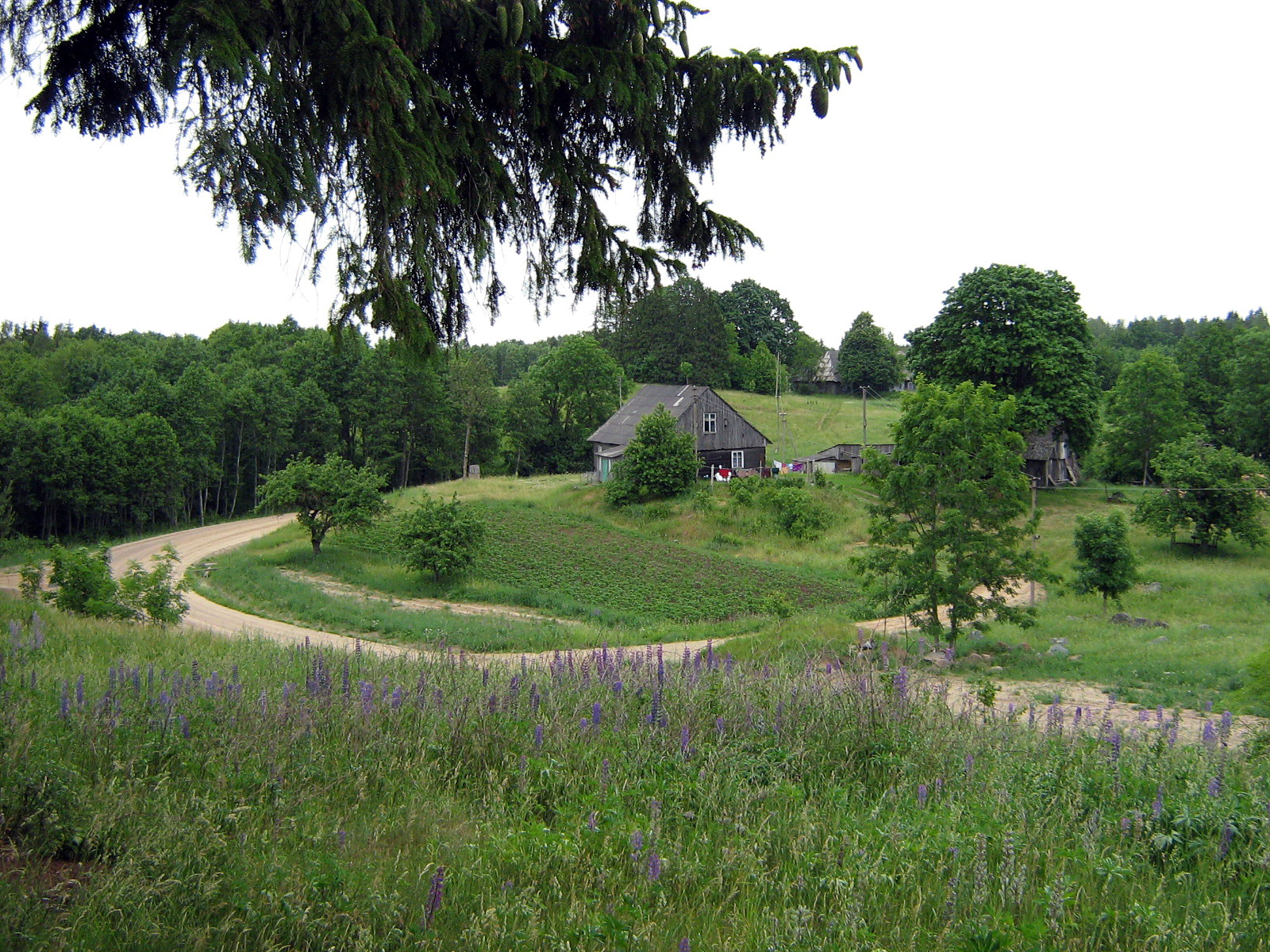
Landschaft bei Mikytai

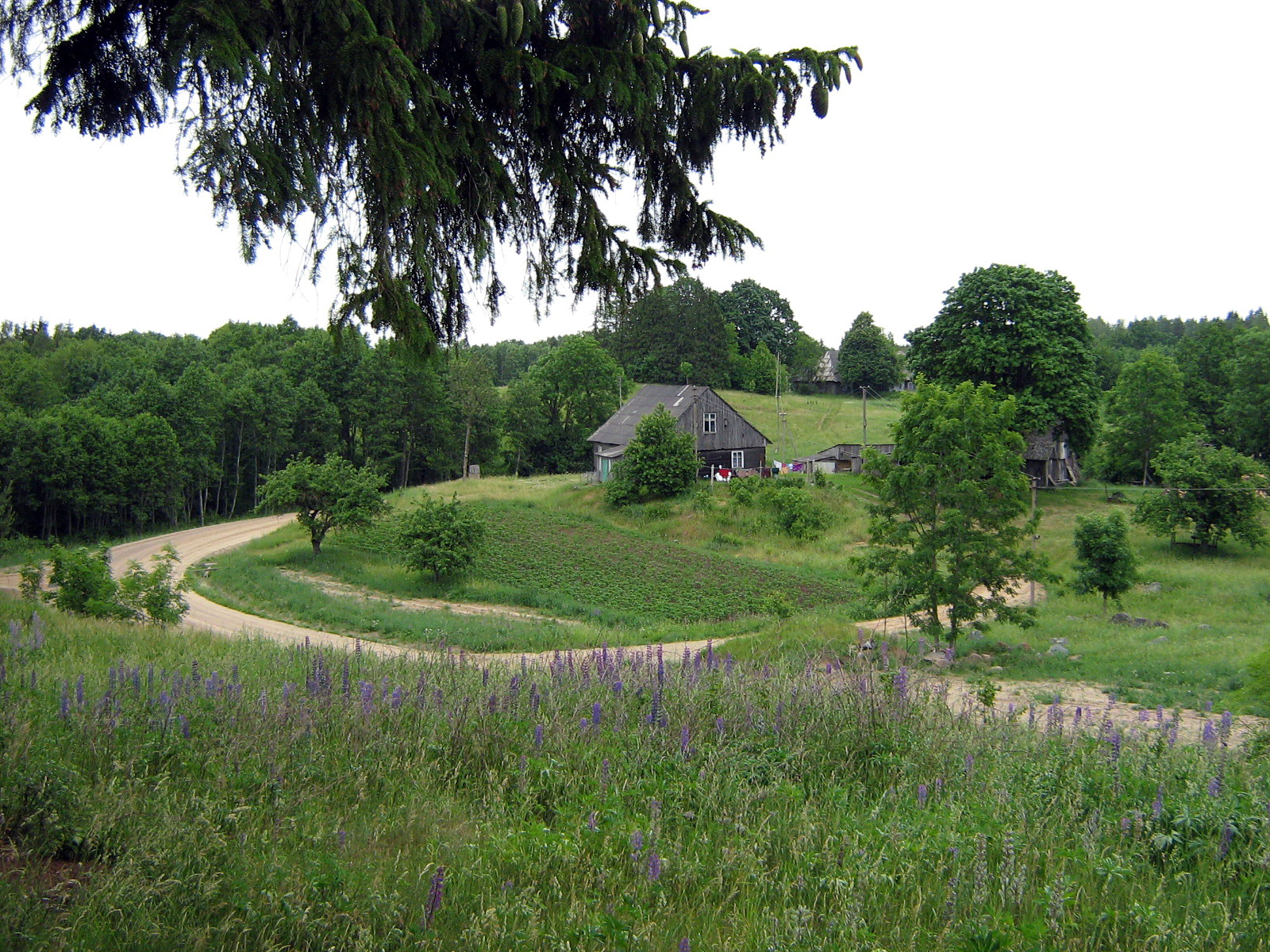
Landschaft bei Mikytai

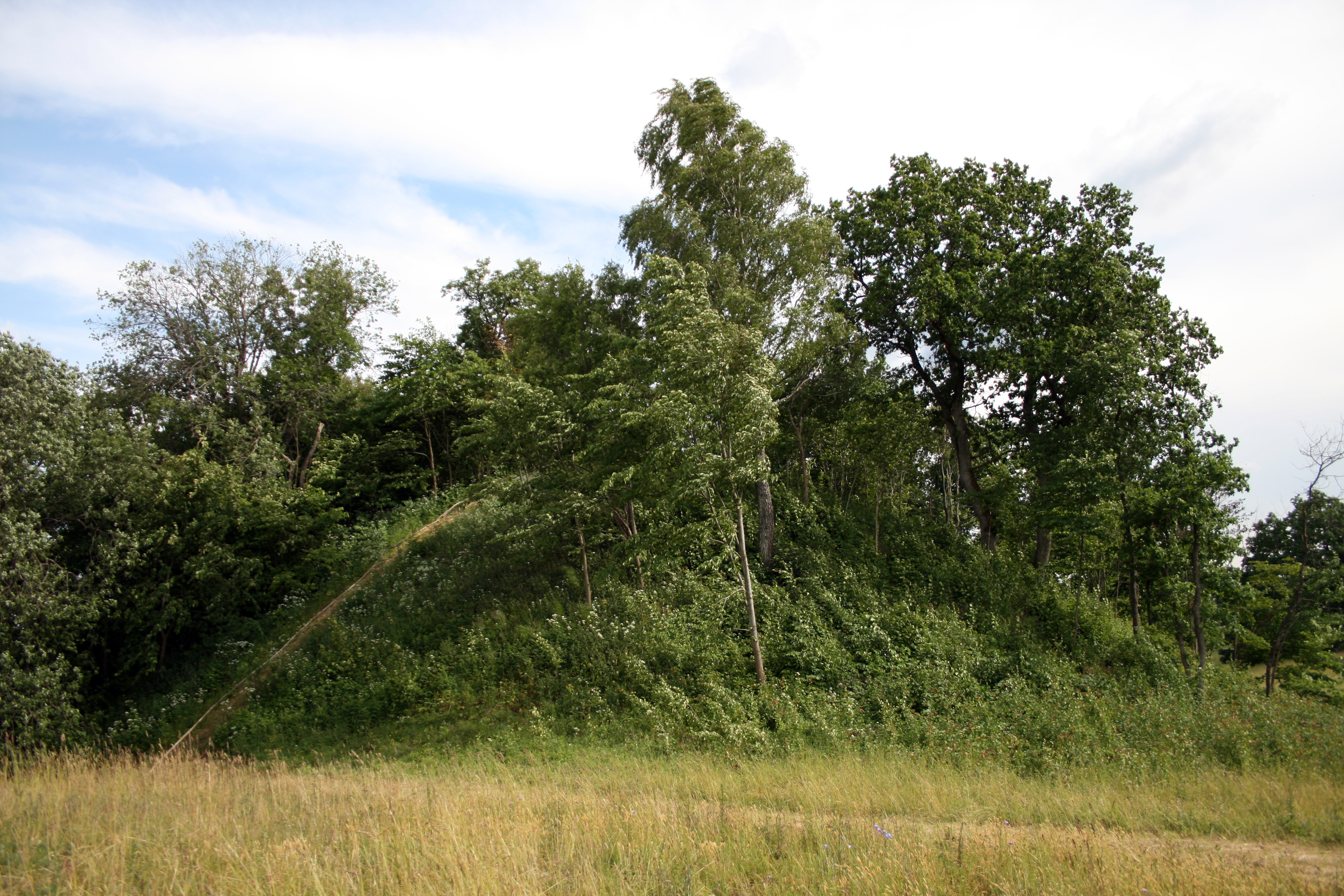
Šarnelė